# アンクル (音楽プロジェクト)
アンクル（英: UNKLE）は、イギリスのDJ、プロデューサーであるジェームス・ラヴェルによる音楽プロジェクト。

## メンバー
- ジェームス・ラヴェル（英: James Lavelle）
レコード屋で働いた後[1]、19歳でレーベル「Mo' Wax（モ・ワックス）」を設立。同レーベルからDJシャドウ、DJ KRUSH、ブラッカリシャス（英語版）などを輩出[2]。
- パブロ・クレメンツ（英: Pablo Clements）
2007年に加入。加入前より、バンド「Psychonauts」のメンバーとしてMo' Waxに在籍。

### 旧メンバー
- ティム・ゴールドワーシー（英: Tim Goldsworthy）
結成時から参加。1999年にジェームス・マーフィーと共にプロデューサーチームThe DFAを結成し、レーベルDFAレコーズを設立。
- K.U.D.O
結成時から参加。1980年代にバンド「MELON」でプリンス工藤名義でDJとして活動し、1988年に中西らと共にクラブミュージック専門レーベル「MAJOR FORCE」を設立[3]。1992年には中西らと共にロンドンに移住[1]。
- 中西俊夫
結成時から参加。1970年代中盤からプラスチックス、MELONなどで活動。1992年にK.U.D.Oらと共にロンドンに移住し、レコード屋の店員でありMAJOR FORCEのファンであったラヴェルと出会う。その後Mo' Wax傘下レーベルMajor Force Westを開始させる[1]。
- DJシャドウ（英: DJ Shadow）
自身のソロ活動と並行して1998年に参加。
- リチャード・ファイル（英: Rich File）
2003年に加入し、2008年に脱退。後にバンドWe Fell to Earthを結成。

## 概略
- 1994年にラヴェル、K.U.D.O、ゴールドワーシーらによって結成し[4]、『The Time Has Come E.P.』をMo' Waxから発売し、デビュー[5][6]。
- 1998年、K.U.D.Oに替わりDJシャドウが加入し、ファースト・アルバム『サイエンス・フィクション』を発売[4]。2001年のフジロックフェスティバルにUNKLE sounds名義で出演[7]。
- 2003年、『ネヴァー・ネヴァー・ランド』を発売。また、『サイエンス・フィクション』にも制作で参加していたリチャード・ファイルが正式加入[8] 。
- 2007年、ラヴェルが新たにレーベル「Surrender All.」を立ち上げ、同レーベルの第1弾リリースとして『ウォー・ストーリーズ』を発売[8]。同年のサマーソニックに出演[9]。
- 2010年、アルバム『ホエア・ディド・ザ・ナイト・フォール』を発売。2012年3月25日に初開催された日本の音楽フェスティバルStarFes.に出演[10]。

## ディスコグラフィ

### シングル
- 「エイプ・シャル・ネヴァー・キル・エイプ・スーパー・リミキシーズ」（1997年）
U.N.K.L.E. フィーチャリング・ニーゴ・アンド・スクラッチ・パーヴァート（英: U.N.K.L.E. featuring Nigo and Scratch Perverts）名義
- 「ロック・オン」（1997年）
- 「LAST ORGY 3 SPECIAL REMIXES」（1997年）
U.N.K.L.E.FEATURING TAKAGI KAN名義
- 「Rabbit in Your Headlights」（1998年）
- 「BE THERE」（1999年）

### コンピレーション・アルバム
- 『モア・ストーリーズ・セレクテッド・アンクル・ワークス』（2008年）
『ウォー・ストーリーズ』のリミックス、未発表音源などを収録。
- 『エンド・タイトルズ…ストーリーズ・フォー・フィルム』（2008年）
『ウォー・ストーリーズ』完成後の2年間で録音された音源で構成されたコレクション・アルバム

### 参加作品
- 『アート・オブ・ウォー』（2000年）
「イアン・ブラウン - Dolphins Were Monkeys (UNKLE Remix)」、「The Knock (Indopepsychics Remix)」、「Mr.Children - ニシエヒガシエ West (Remixed By UNKLE)」で参加。
- 『GOAL!オリジナル・サウンドトラック』（2006年）
「Leap Of Faith」を収録。
- マーク・スノウ - 『Xファイル:真実を求めて オリジナルサウンドトラック』（2008年）
「X-ファイルのテーマ」、「ブロークン」に参加。
- エグジット・カーム - 『エグジット・カーム』（2010年）
プロデューサーとして参加。
- 『エクリプス / トワイライト・サーガ オリジナル・サウンドトラック』（2010年）
「ウィズ･ユー･イン･マイ･ヘッド (フィーチャリング･ザ･ブラック･エンジェルズ) 」に参加。
- 『ハウス★ディズニー エレクトロ・パレード』（2010年）
ディズニー映画の有名曲をハウスアレンジでカバーしたコンピレーション・アルバム。「アンクル・リコンストラクション（Mr. インクレディブル・リミックス）」で参加[11]。
- 『MAISON GILFY』（2010年）
女性向けファッションブランド「GILFY」によるコンピレーション・アルバム。「On A Wire feat. ELLE. J」で参加[12]。
- リック・スミス - 『トランス/オリジナル・サウンドトラック』（2013年）
「ホールド・マイ・ハンド」で参加。